# پاول هاخدورن
پاول هاخدورن (انگلیسی: Paul Haghedooren; ۱۱ اکتبر ۱۹۵۹ – ۹ نوامبر ۱۹۹۷) دوچرخه‌سوار اهل بلژیک بود.